# Sankarismus
Unter dem Begriff Sankarismus versteht man eine politische Ideenlehre, die nach dem burkinischen Präsidenten und sozialistischen Revolutionär Thomas Sankara benannt wurde.

## Grundgedanken und Politik Sankaras
Unter der Präsidentschaft Thomas Sankaras wurde eines der größten sozioökonomischen Programme in Kraft gesetzt. Seine Politik war geprägt von sozialen Wohnbauprojekten, Aufforstungen, Autonomie vom Westen und vom Ausland, sowie von der Gleichberechtigung von Frauen, die er als einer der ersten Staatschefs der Welt durchführte, da er sie in den Staats- und Militärdienst aufnahm. Wohnbeihilfen wurden unter seiner Präsidentschaft eingerichtet, die Mieten wurden niedriger und bezahlbar. Sankara verfolgte zudem eine strikt antiimperialistische Außenpolitik. Er verweigerte zum Beispiel auch die Rückzahlung von Schulden an den Westen, da sich so Burkina Faso und Afrika besser entwickeln könnten und das laut ihm der Preis für die ehemalige Kolonialherrschaft war. Um die Desertifikation aufzuhalten, ließ er 10.000.000 Bäume pflanzen, so musste zum Beispiel in jedem Dorf ein kleines Wäldchen existieren. Eine umfassende Impfkampagne wurde ebenfalls von ihm ins Leben gerufen. So wurden innerhalb einer Woche 2,5 Millionen Burkiner geimpft. Ein umfangreicher Bau von Krankenhäusern, Schulen, Eisenbahnstrecken und Straßen wurde ebenfalls umgesetzt. Die durchschnittliche Lebenserwartung stieg auf 40 Jahre an. Frauenrechte waren Sankara ebenfalls sehr wichtig, zumal er weibliche Genitalverstümmelung und die Vielehe verbot und Verhütungsmittel lobte. Mit einer Agrarreform wurden Agrarsteuern abgeschafft und Land an Bauern verteilt, die zudem durch Preiserhöhungen einen fairen Preis für ihre Erzeugnisse bekamen. Sankara kämpfte ebenfalls gegen die frühere massive Korruption im Land (damals Obervolta), die nach seiner Ermordung wieder aufflammte, und ließ die Täter öffentlich bestrafen.

### Wirtschaftliche Standpunkte
Sankara hatte zum Ziel, eine „unabhängige, autarke und geplante Wirtschaft im Sinne einer demokratischen und dem Volk dienenden Gesellschaft“ zu etablieren. Der erste Wirtschaftsplan wurde jedoch erst kurz vor dem Sturz der Regierung eingeführt und demnach nicht vollendet. Das Konzept der Ernährungsautarkie des Landes gelang schlussendlich aufgrund mehr als verdoppelter Weizenproduktion.

### Unterschied zu anderen sozialistischen Ideologien
Ein großer Unterschied zu den damals üblichen realsozialistischen Systemen war das Fehlen einer „Avantgardepartei der Arbeiterklasse“, die Sankara angeblich beabsichtigte zu gründen, es jedoch niemals tat. Stattdessen gab es „Komitees zur Verteidigung der Revolution“, die in allen Betrieben und vielen Nachbarschaften eingerichtet wurden.

## Kritik des Begriffs
Bénéwendé Stanislas Sankara kritisierte den Begriff 2001, da er laut ihm „zu ungenau definiert sei“, weil Sankarismus „sowohl von Kommunisten, als auch von Sozialisten, Patrioten und Nationalisten“ verwendet wird.

## Liste sankaristischer Organisationen
Eine der ersten Organisationen, die sich als sankaristisch bezeichnete, war eine nur wenige Wochen nach der Ermordung Sankaras im Pariser Exil gegründete Gruppe.
Einige Parteien, besonders in Burkina Faso, stehen hinter den Ideen und der Staatstradition Sankaras und bezeichnen sich ausdrücklich als sankaristisch.

### Burkina Faso
- Union pour la Renaissance/Parti Sankariste
- Union sankaristischer Parteien
- Burkinische Partei für „Neugründung“
- Burkinischer Sozialistischer Block
- Konvergenz für Sozialdemokratie
- Konvergenz der Hoffnung
- Strömung der Demokraten, die dem Ideal von Thomas Sankara treu sind
- Demokratische und Volksversammlung
- Bewegung für Toleranz und Fortschritt
- Nationale Partei der Patrioten
- Partei der Sozialdemokratie
- Sankara-Kollektiv
- Sankaristische Demokratische Front
- Sankaristische Bewegung
- Panafrikanische Sankaristische Konvention
- Front des Forces Sociales
- „Besen der Bürger“

### Außerhalb Burkinas Fasos
Die Economic Freedom Fighters sind eine linke politische Partei in der Republik Südafrika, die sich teilweise als sankaristisch bezeichnen.